# Team Dresch
Team Dresch ist eine US-amerikanische Punkband aus Portland, Oregon. Die Band gehört zu den wichtigsten Vertretern der Queercore-Bewegung und hat ihre Wurzeln in der Do-it-yourself-Punkbewegung.

## Geschichte
Die Bandgründerin Donna Dresch war schon seit den späten 1980er-Jahren in der damals noch jungen Queercore-Bewegung aktiv. Sie veröffentlichte ihr eigenes Fanzine Chainsaw und beteiligte sich außerdem regelmäßig an szeneprägenden Fanzines wie Outpunk und J.D.s.
Nachdem sie Anfang der 1990er-Jahre bereits als Gitarristin/Bassistin (89 hat sie bei Dinosaur Jr. live ausgeholfen) diverse Bands unterstützt hatte (u. a. Dinosaur Jr., Screaming Trees), gründete sie 1993 schließlich zusammen mit Jody Bleyle, Kaia Wilson und Marci Martinez die Band Team Dresch.
Ihre erste Single Hand Grenade erschien 1994 noch beim Plattenlabel Kill Rock Stars. Das 1995 folgende Debütalbum Personal Best wurde dagegen gemeinsam von Donna Dresch und Jody Bleyle bei ihren jeweils eigenen Labeln (Chainsaw Records und Candy Ass Records) veröffentlicht. Auch ihre Konzerte organisierte die Band selbst und versuchte sich damit im Rahmen der DIY-Bewegung möglichst unabhängig von der Musikindustrie zu machen.
Personal Best behandelt vor dem sozialkritischen Hintergrund des Queercore unter anderem Themen wie Homosexualität („She's Crushing My Mind“, „She's Amazing“), Homophobie und ihre Folgen („Fake Fight“, „Growing up in Springfield“) oder christlichen Konservatismus („Hate the Christian Right!“). Das von Kritikern als „feuriges Punk Meisterwerk“ bezeichnete Album erregte wegen seiner stark politisierenden Botschaften große Aufmerksamkeit (vor allem innerhalb der LGBT-Community) und machte die Band zur damaligen Zeit zu einer der bekanntesten und kontroversesten Vertreterin der US-amerikanischen Politpunk-Szene.
Auch in Deutschland fand die Band mit ihrem Album Beachtung und erlangte einen gewissen Bekanntheitsgrad, nachdem die deutsche Indie-Rock-Band Tocotronic 1996 das Lied Die Sache mit der Team Dresch Platte auf ihrem Album Wir kommen, um uns zu beschweren veröffentlichte. Im Songtext solidarisieren sich Tocotronic mit den Zielen und Idealen der Band und halten fest, dass man diese ihrer Meinung nach auch als Mann teilen könne.
1996 erschien das zweite Album Captain My Captain, auf welchem Melissa York als Ersatz für Marci Martinez am Schlagzeug einsprang. Wenig später verließen aber Wilson und York die Band, um gemeinsam mit Allison Martlew die Band The Butchies zu gründen. Dresch, Bleyle und Martinez arbeiteten zwar zusammen mit der neu hinzugestoßenen Gitarristin Amanda Kelly weiter an neuen Aufnahmen (wie z. B. die Single The New Team Dresch v.6.0 Beta), lösten die Band aber schließlich im Jahr 1998 auf, nicht zuletzt auch weil Dresch zu sehr damit beschäftigt war, ihr Label Chainsaw Records zu managen.
Im Sommer 2004 kam es im Rahmen eines Auftritts auf einem Queercore-Festival in Olympia, Washington, zur Wiedervereinigung der Band. 2006, 2007 und 2009 folgten mehrere Konzerte in den Vereinigten Staaten.
Für 2008 waren von der Band die Veröffentlichung eines neuen Albums und weitere Auftritte angekündigt worden, beides blieb jedoch aus.

## Diskografie

### Alben
- 1995 – Personal Best
- 1996 – Captain My Captain

### Singles
- 1994 – Hand Grenade
- 1998 – The New Team Dresch v.6.0 Beta